# 山口真帆
山口 真帆（やまぐち まほ、1995年〈平成7年〉9月17日 - ）は、日本のタレント、女優。女性アイドルグループNGT48の元メンバー。
青森県八戸市出身。研音を経て現在はフリーランス。

## 略歴
2015年
- 7月25日、NGT48第1期生オーディション最終審査に合格。8月21日に新潟市歴史博物館にて開催されたイベント「みなとぴあ」で他の1期生（ドラフト2期生も含む）21名とともに披露された。

2016年
- 1月10日、正規メンバーに昇格。新たに結成されたチームNIIIの所属となった。

2017年
- 6月17日開票の『AKB48 49thシングル 選抜総選挙』では20,818票を獲得して53位（フューチャーガールズ）となり、初のランクインを果たした。

2018年
- 4月13日、朱鷺メッセで開催された『NGT48単独コンサート 〜朱鷺は来た!新潟から全国へ!〜』で発表された組閣において、新たに結成されるチームGに異動することが発表された。
- 6月16日開票の『AKB48 53rdシングル 世界選抜総選挙』では20,654票を獲得して70位（アップカミングガールズ）にランクインした。
- 7月1日、チームGの初日公演において、副キャプテンへの就任が発表された。

2019年
- 1月8日から翌日にかけて、SHOWROOMおよびTwitterにて、前年12月8日に自宅で暴行被害に遭っていたことを公表した（詳細は後述）。
- 4月21日、NGT48劇場で行われたチームG「逆上がり」公演の千秋楽公演において、NGT48を卒業することを発表。
- 5月18日、NGT48劇場において『「太陽は何度でも」公演〜菅原りこ・長谷川玲奈・山口真帆 卒業公演〜』が開催された。
- 5月19日、NGT48としての活動を終了。
- 5月25日付けで、芸能事務所研音に移籍。これにともない、それまでのSNSへの投稿をすべて削除した。
- 8月1日、公式サイトと公式ファンクラブを開設。
- 9月17日、初写真集『present』を発売。

2020年
- 1月12日放送の『シロでもクロでもない世界で、パンダは笑う。』（読売テレビ・日本テレビ系）第1回でテレビドラマ初出演を務める。
- 9月5日開幕の『浪漫舞台「走れメロス」〜文豪たちの青春〜』にて、舞台に初出演。

2021年
- 6月18日公開の『ショコラの魔法』にて、映画初出演にして初主演を務めた。

2023年
- 9月30日付で所属していた研音を退所。以降はフリーランスとして活動している。

2025年
- 4月3日より放送のドラマ『悪魔カフェへようこそseason 2』にて、初主演を務めた前回に引き続き主演を務める。

## 人物
- 愛称は、まほほん[2]。
- 青森県出身で東日本大震災を経験したことをきっかけに、複数のボランティア団体に参加して、東北を中心にボランティア活動をしていた。その中でAKB48グループが被災地でイベントを定期的に行っている被災地復興支援活動を知り、感動してアイドルを目指した。携帯会社の毎月料金から募金するプランで募金を行なっている[25]。
- 社会貢献活動に興味を持っている。費用の面で断念したものの、海外ボランティア留学をしてみたいと調べたりもしていた[25]。
- 好きな食べものはマンゴー、牛タン、シャインマスカット>で、特技は「わたあめの早食い」と「英文をそれっぽく読む」こと[2]である。
- 将来の夢はモデルであるが、太れない体質で、NGT48の衣装も丈を増やしてもらわないと着用することが出来ない程、身長に対して脚と腕が長い体型である。アイドルとしてはこのような細身の体型がコンプレックスになっていると告白しており、「モデルという仕事は、自分のコンプレックスになっている部分も活かせる場なんじゃないかなと思います」と述べていた[26]。
- 北原里英の卒業後は兼任の柏木由紀を除くと、NGT48では最年長のメンバーだった。「年下メンバーがかわいくて仕方がない」という一方で、「適度なところでお姉さんとして振る舞える人になりたいな」とも語っていた[26]。
- NGT48のオーディションを受ける前には、バイトAKB、SKE48第7期生オーディション、NMB48ポスト山田菜々オーディションで不合格になっている。ただし、ポスト山田菜々オーディションでは最終審査まで残っていた[27]。
- NGT48のオーディションを受けた同時期に、欅坂46のオーディションも受けていた。欅坂46の1次オーディションにも合格したものの、2次審査がNGT48の最終審査と開催日が重複したために辞退した。しかし、後日に欅坂46の関係者からオーディションに来られないかと問合せがあったという[28]。
- 2019年5月18日に行われたNGT48の卒業公演では、AKB48グループのプロデューサー秋元康がこの公演のために書き下ろした新曲「太陽は何度でも」を披露した。また、同公演で歌唱した欅坂46の「黒い羊」に対し、一部メディアからは「黒い羊」の歌詞からNGT48運営への皮肉ではないかと報道されたが、本人はそれを否定し「この5ヵ月間とても支えられた曲」とコメントしている[29]。

## NGT48での参加楽曲

### シングル選抜楽曲
NGT48名義
- 青春時計
  - 出陣
  - 暗闇求む
- 世界はどこまで青空なのか?
  - 僕の涙は流れない - SNS選抜名義
  - ナニカガイル
- 春はどこから来るのか?
  - Whatcha Gonna Do - セクシー6名義
- 世界の人へ
  - カーテンの柄 - チームG名義

AKB48名義
- 「君はメロディー」に収録
  - Maxとき315号 - NGT48名義
- 「翼はいらない」に収録
  - 君はどこにいる? - NGT48名義
- 「ハイテンション」に収録
  - ハッピーエンド - レナッチーズ名義
- 「シュートサイン」に収録
  - みどりと森の運動公園 - NGT48名義
- 「#好きなんだ」に収録
  - 自分たちの恋に限って - フューチャーガールズ名義
- 「ジャーバージャ」に収録
  - 友達でいましょう - NGT48名義
- 「センチメンタルトレイン」に収録
  - ひと夏の出来事 - アップカミングガールズ名義
- 「NO WAY MAN」に収録
  - それでも彼女は - 大人選抜2018名義
  - 夢へのプロセス - AiKaBu選抜名義

### 劇場公演ユニット曲
チームNIII 1st Stage「PARTYが始まるよ」
- クラスメイト

チームNIII 2nd Stage「パジャマドライブ」
- てもでもの涙（1stユニット）
- 純情主義（2ndユニット）

チームNIII 3rd Stage「誇りの丘」
- 祈りはどんな未来もしあわせに変える

チームG 1st Stage「逆上がり」公演
- 抱きしめられたら

## 出演

### テレビドラマ
- シロでもクロでもない世界で、パンダは笑う。 第1話（2020年1月12日、読売テレビ・日本テレビ系） - 横山愛菜 役[21]
- DIVER-特殊潜入班 第2話（2020年9月29日、関西テレビ・フジテレビ系） - 井川エリ 役[30]
- 結婚できないにはワケがある。（2021年4月18日 - 6月20日、朝日放送テレビ） - 高田よしえ 役[31]
- 悪魔カフェへようこそ　(season1 2024年10月4日-12月20日、season2 2025年4月3日～、千葉テレビ放送) 　- 主演・ヴィネ 役[32]

### テレビ番組
- ニンゲン観察バラエティ　モニタリング（2021年6月24日、7月30日、8月19日、8月26日、9月9日、9月16日・TBS系列）

### 映画
- ショコラの魔法（2021年6月18日公開、イオンエンターテイメント） - 主演・哀川ショコラ 役[33]

### 舞台
- 浪漫舞台『走れメロス』〜文豪たちの青春〜（2020年9月5日 - 10月13日、ヒューリックホール東京 / 10月22日、名古屋市公会堂 / 10月25日 - 27日、梅田芸術劇場 シアター・ドラマシティ） - 山崎富栄 役[22]
- トムラウシ（2023年2月4日 - 2月12日、自由劇場） - 佐々木夢 役[34]
- ミュージカル『悪ノ娘』（2024年3月13日 - 17日、こくみん共済 coop ホール/スペース・ゼロ） - クラリス 役[35]
- 舞台『HOUSE〜7人の地縛霊〜』（2024年8月23日 - 9月1日、シアターサンモール） - 鈴川莉奈 役[36][37]

### ミュージックビデオ
- mzsrz「アンバランス」（2021年6月23日）[38]

### 広告
- サントリー「ONE WINE」（Web広告、2021年10月28日）[39]

## 書籍

### 写真集
- present（2019年9月17日、宝島社、ISBN 978-4800297990）[1][20]

### デジタル写真集
- 山口真帆 TOP SECRET（2020年3月16日、小学館）[40]

### カレンダー
- 山口真帆 2020.04-2021.03 CALENDAR（2020年2月28日）[41]
- 山口真帆 2021カレンダー 2021.04-2022.03（2021年4月1日）[42][43]